# Ermländische Zeitung
Ermländische Zeitung – katolicka gazeta codzienna wydawana w Braniewie w latach 1885–1944.

## Historia
Tradycje drukarstwa w Braniewie sięgają końca XVI wieku. W 1589 roku założono tu podlegającą radzie miejskiej oficynę drukarską, pracującą głównie na potrzeby kolegium jezuickiego oraz biskupstwa. Pierwszą gazetą wydawaną w Braniewie był Braunsberger Wochenblatt, redagowany w latach 1809–1811 przez Korneliusa Burgunda, dyrektora Seminarium Nauczycielskiego. Pierwszym wieloletnim pismem periodycznym wydawanym w mieście był ukazujący się w latach 1840–1932 Braunsberger Kreisblatt. Jego nakład wynosił pod koniec lat dwudziestych XX w. około 1000 egzemplarzy.
Przyczyną powstania własnej gazety katolickiej w Braniewie była porażka katolików w okręgu wyborczym Lidzbark – Braniewo w pierwszych wyborach do Reichstagu 3 marca 1871 roku. To skłoniło biskupa Krementza do powołania do życia gazety będącej głosem Kościoła katolickiego w północnej Warmii. Pierwotnie gazeta nosiła tytuł Ermländische Volksblätter. Pierwszy jej numer ukazał się 15 grudnia 1871 roku. Wśród założycieli i pierwszych redaktorów gazety byli duchowni katoliccy: profesor w Królewskim Liceum Hosianum ks. Franz Hipler, subregens seminarium duchownego August Kolberg oraz wikariusz kapituły generalnej ks. Julius Pohl. Od stycznia 1872 gazeta ukazywała się regularnie dwa razy w tygodniu. Od stycznia 1875 roku gazeta zmieniła niezręczny i często nieakceptowalny przez czytelników tytuł na Ermländische Zeitung, pod którą to nazwą przeszła do historii. Odtąd też zaczęła się ukazywać trzy razy w tygodniu, a od 1 października 1890 roku zaczęła wychodzić, podobnie jak inne czasopisma w Prusach, jako dziennik (sześć razy w tygodniu).
W kolegium redakcyjnym pisma pracowały osoby duchowne, profesorowie szkół braniewskich oraz przedstawiciele świeckich środowisk katolickich. W styczniu 1872 pierwszym redaktorem naczelnym został subregens (wicerektor) Seminarium Duchownego w Braniewie ks. Augustin Kolberg. Rok później redakcję przejął wikariusz fromborski ks. Julius Pohl, który sprawił, że EZ stało się wkrótce najpopularniejszym pismem w Prusach. Kolejnymi redaktorami naczelnymi byli m.in. księża Johann Wichert, Jan Poschmann, Paul Romahn. Następnie pismem przez pewien czas kierowały osoby świeckie, po czym w latach 1909–1916 roku znów osoba duchowna, ks. Georg Matern.
Ermländische Zeitung zajmowała przeciętnie cztery kolumny druku o stałej szerokości 26 cm i wysokości 38,5 cm powierzchni druku każdego numeru gazety. Sobotnie wydanie miało przeważnie stały, dwukolumnowy dodatek, którego treścią były głównie reklamy i ogłoszenia. W latach 1921–1939 do gazety ukazywał się specjalny dodatek miesięczny Unsere Ermländische Heimat redagowany przez historyka Franza Buchholza, inne dodatki to m.in. St. Adalbertsblatt, Ratgeber für Land- und Hauswirtschaft, Handel und Gewerbe. Gazetę drukowano pierwotnie, podobnie jak Braunsberger Wochenblatt, w drukarni Heynesche Buchdruckerei. Jednak sukces nowej gazety spowodował, że ks. Julius Pohl zdecydował się w 1875 roku na własne ryzyko zakupić budynek na własną drukarnię przy Neustädtische Marktstraße 53 (współcześnie ul. Kościuszki). Druk we własnej drukarni pozwolił na wzrost nakładu gazety do 8000 egzemplarzy. Wydawnictwo w ostatnich latach pod zmienioną nazwą Ermländische Zeitung. Nova Zeitungverlag mieściło się przy ul. Hindenburgstraße 41 (współcześnie to róg ul. Kościuszki i Malinowej), gdyż w 1933, po przejęciu władzy przez NSDAP i następującym przeobrażaniu demokracji w dyktaturę, naznaczone piętnem zmian zostały również nazwy niektórych ulic.
Ermländische Zeitung dość szybko zaczęła ona stanowić organ prasowy Partii Katolickiej „Centrum”, choć kuria arcybiskupia we Fromborku do końca posiadała w nim większość dwóch trzecich udziałów. Wobec Polaków na południowej Warmii pismo zajmowało zmienną postawę – od umiarkowanie obiektywnej do negatywnej.